# Liste der Stolpersteine in der Ukraine

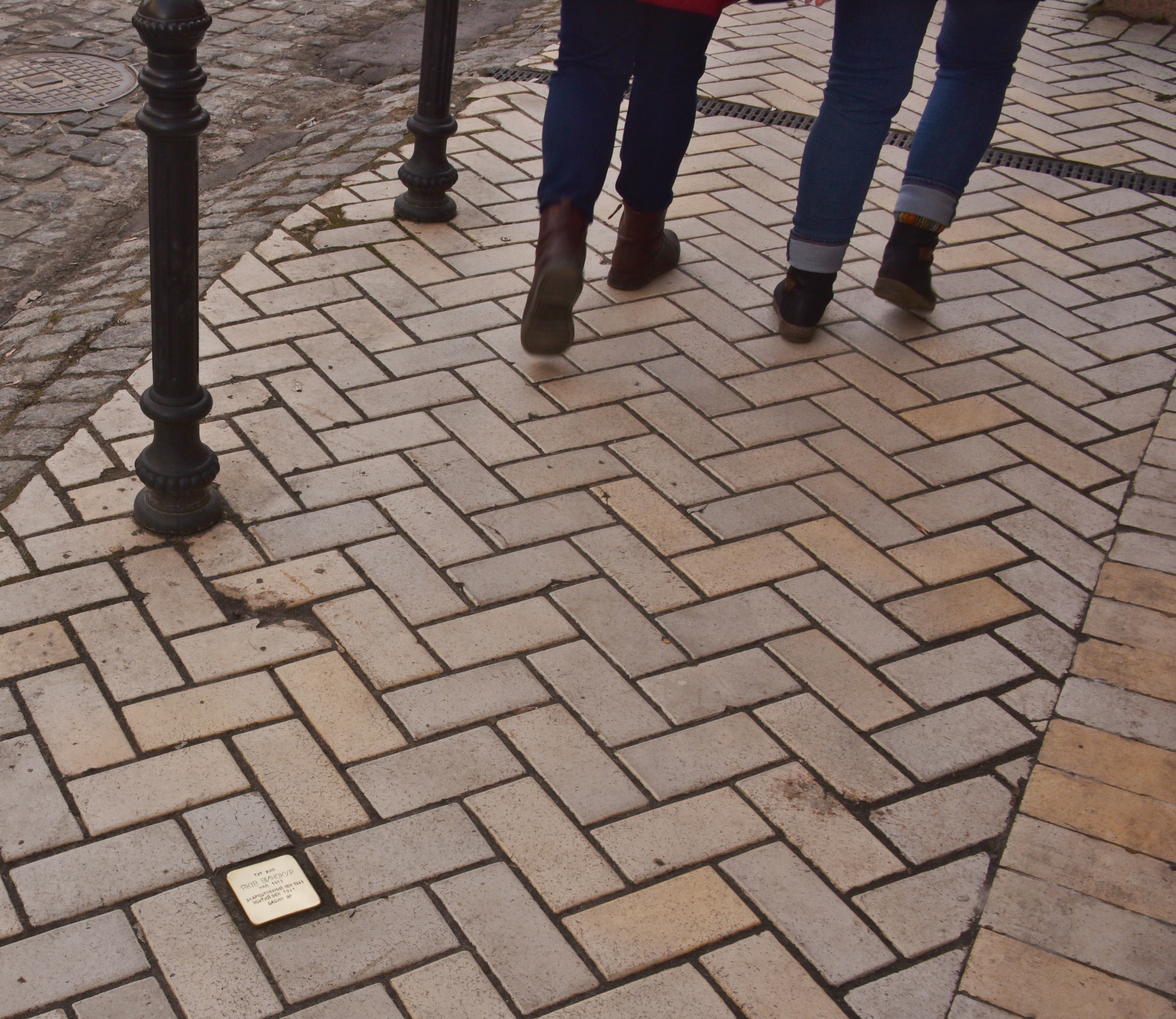
Stolperstein in Kiew

Die Liste der Stolpersteine in der Ukraine listet die Stolpersteine auf, die in der Ukraine verlegt wurden. Stolpersteine erinnern an das Schicksal der Menschen, die von den Nationalsozialisten ermordet, deportiert, vertrieben oder in den Suizid getrieben wurden. Die Stolpersteine wurden vom Kölner Künstler Gunter Demnig konzipiert und werden im Regelfall von ihm selbst verlegt.
Die ersten vier Stolpersteine in der Ukraine wurden 2009 in der Stadt Perejaslaw-Chmelnyzkyj (seit Oktober 2019 Perejaslaw) verlegt, wo mittlerweile neun Stolpersteine an die Opfer des NS-Regimes erinnern. Weitere fünf Verlegungen erfolgten am 26. Juli 2018 in Riwne. Als dritte ukrainische Stadt hat sich Czernowitz dem Stolperstein-Projekt angeschlossen. Dazu übergab Gunter Demnig der Stadt im Juli 2018 eine Stolperschwelle.

## Czernowitz

### Jüdische Bevölkerung in Czernowitz

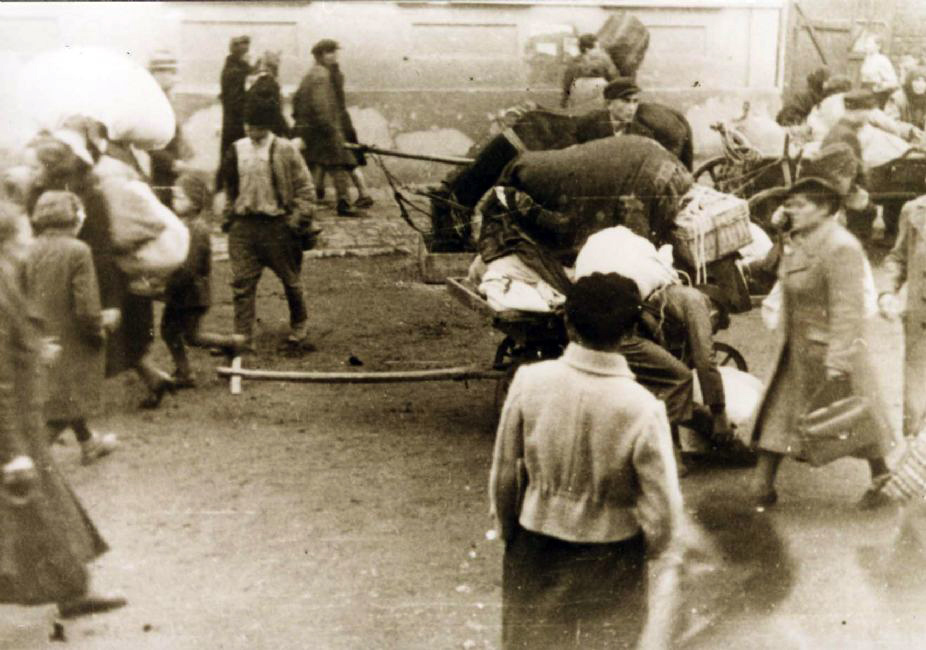
Vertreibung von Juden aus Czernowitz 1941

Erstmals wurden 1408 Juden in Czernowitz erwähnt. Im 16. und 17. Jahrhundert stieg die Anzahl an Menschen jüdischen Glaubens in der Stadt an, sie waren meist als Händler tätig. Die jüdische Gemeinschaft hatte einen Rabbiner und einen eigenen gewählten Richter, ihre eigene Rechtsordnung und eine begrenzte Autonomie. Nach 1774 wurden erste repressive Maßnahmen gegenüber der jüdischen Bevölkerung umgesetzt, um so ihre Anzahl zu beschränken. Es wurden unter anderem Ehen verboten und die Verbannung befürwortet, doch die jüdische Gemeinschaft wuchs weiterhin. Ab 1775 war Czernowitz Teil der Habsburgermonarchie. Das Toleranzpatent von 1789 brachte mehr Freiheiten, z. B. das Recht der freien Berufswahl und das Recht, Ackerland zu pachten; die ersten öffentlichen deutsch-jüdischen Schulen in Czernowitz wurden eröffnet. Im Jahre 1808 wurde das Deutsche Gymnasium gegründet und ab 1855 gab es eine zweisprachige Schule, in der hebräisch und deutsch angeboten wurde. Deutsche Kultur und Sprache wurden als fortschrittlich und notwendiges Mittel der Akzeptanz angesehen.
1849 wurde Czernowitz Hauptstadt der Bukowina. Der Anteil der jüdischen Bevölkerung stieg weiterhin an; vor allem aus Galizien, der rumänischen Moldau und Bessarabien erfolgte die Zuwanderung. So lag der Anteil der jüdischen Bevölkerung 1850 bei knapp 23 % (4678 Menschen von insgesamt 20.467), 1880 waren bereits fast 32 % der in Czernowitz lebenden Menschen jüdischen Glaubens.
Die Filialen der Wiener Banken wurden zumeist von jüdischen Direktoren geleitet, die Handels- und Gewerbekammer, gegründet 1850, von jüdischen Familien geführt. Juden waren tätig als Verwaltungsbeamte, arbeiteten in den staatlichen Schulen, eröffneten mehrere Gewerbeschulen, gründeten eine Früchte- und Warenbörse; Ärzte, Apotheker und Rechtsanwälte waren meist jüdisch, genauso wie Drucker und Handwerker. Nach 1900 waren 90 % der Unternehmer in der Stadt Juden und nach 1910 lebten hier 28.610 Menschen jüdischen Glaubens. Damit war Czernowitz an dritter Stelle (nach Wien und Lemberg) eine der größten jüdischen Gemeinden in der Habsburger Monarchie.
1918 fiel Czernowitz an Rumänien. Die Stadt wurde „rumänisiert“, der Antisemitismus wurde stärker. Juden verloren ihre staatlichen Posten mit der Begründung, dass ihr Rumänisch nicht ausreichend wäre. Deutsch als Sprache der Lehre an der Universität wurde verboten, jüdischen Dozenten wurde gekündigt. Trotzdem lag der Bevölkerungsanteil der jüdischen Bevölkerung 1930 noch bei 37 Prozent (42.592 Juden wurden bei der Volkszählung gezählt).
Als Folge des Hitler-Stalin-Paktes wurde die Stadt 1940 von der Sowjetunion besetzt. Etwa 30.000 Volksdeutsche wurden evakuiert. 5000 Menschen wurden nach Sibirien deportiert, darunter 3000 bis 3500 Juden der bürgerlichen Elite. Am 5. Juli 1941 besetzten deutsche und rumänische Streitkräfte die Stadt. Unmittelbar darauf erreichte das SS-Einsatzkommando 10b Czernowitz. Am 7. Juli 1941 begann die Vernichtung der Juden; der Oberrabbiner Abraham Jakob Mark wurde verhaftet, die Synagoge in Brand gesteckt, Mark und weitere Gefangene wurden erschossen. 600 Juden wurden bis August 1941 ermordet, meist wurden sie am Ufer des Pruths erschossen.
Am 11. Oktober 1941 erfolgte die Einrichtung eines Ghettos, welches sich im ehemaligen jüdischen Viertel der Stadt befand. Etwa 50.000 Menschen mussten in das Ghetto, das Platz für 15.000 bot. Die Deportationen begannen einen Tag später. 28.391 Menschen wurden bis Mitte November 1941 in andere Lager in Transnistrien deportiert. Im Juli 1942 wurden weitere 4500 Menschen und im Oktober 1942 noch einmal 5000 Menschen deportiert.
Der Bürgermeister der Stadt, Traian Popovici, überzeugte den rumänischen Diktator Ion Antonescu davon, dass die Juden für die wirtschaftliche Stabilität für die Stadt von entscheidender Bedeutung wären. 19.689 Juden konnten als „wirtschaftlich notwendige Juden“ mit Sonderausweisen vor der Deportation gerettet werden. Popovici wurde dafür 1969 als Gerechter unter den Völkern geehrt.
1944 wurde Czernowitz von der Sowjetarmee besetzt, zu dem Zeitpunkt lebten etwa noch 30 Prozent der ursprünglichen jüdischen Bevölkerung.
Eine Zählung im Jahr 2005 ergab, dass nur noch etwa 3000 Juden in Czernowitz leben.

### Stolperschwelle
Das Museum für jüdische Geschichte und Kultur der Bukowina in Czernowitz sowie der Stadtrat planten 2017 die Verlegung einer Stolperschwelle. Verlegungsort sollte der Platz des ehemaligen Stadions des jüdischen Sportvereines Makkabi sein. Das Stadion befand sich unweit des Bahnhofs Grădina Publică (heute heißt dieser Bahnhof Tscherniwzi Piwdenna). Ab 1942 war das Stadion eine Sammelstelle, von hier wurden Juden in andere Lager, vor allem nach Transnistrien, deportiert. Die Verlegung erfolgte bisher nicht, Gunter Demnig übergab im Juli 2018 die Stolperschwelle an den Bürgermeister Oleksij Kaspruk. Sie trägt folgende Inschrift:
З ЦЬОГО МІСЦЯ (СТАДІОН ЄВРЕЙСЬКОГО СПОРТИВНОГО ТОВАРИСТВА «МАККАБІ»)

ВПРОДОВЖ ЧЕРВНЯ 1942 Р. ДО ТРАНСНICTPIЇ БУЛИ ДЕПOPTOВAHI TИCЯЧI

ЄBPEЙCЬKИХ ЖИTEЛIB ЧEPHIBЦIB
Übersetzung:

VON DIESEM ORT (DEM STADION DES JÜDISCHEN SPORTVEREINS «MAKKABI»)

WURDEN IM JUNI 1942 NACH TRANSNISTRIEN DEPORTIERT TAUSENDE

JÜDISCHE BÜRGER CZERNOWITZ'

## Kiew

### Babyn Jar

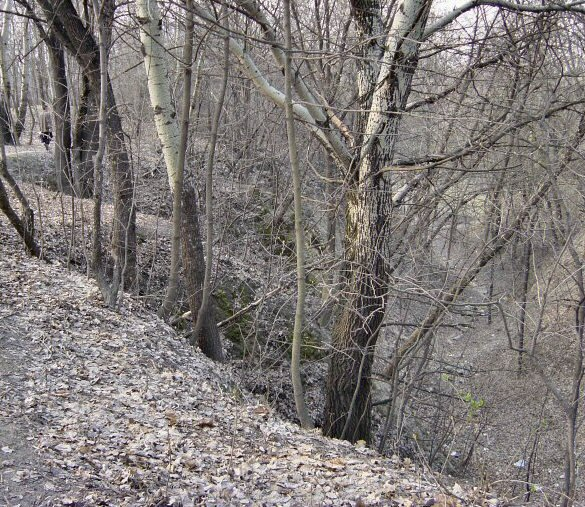
Babyn Jar (2004)

Babyn Jar (ukrainisch Бабин Яр; russisch Бабий Яр Babi Jar, deutsch ‚Weiberschlucht‘) war der Ort, an dem Einsatzgruppen der Sicherheitspolizei und des SD am 29. und 30. September 1941 innerhalb von 48 Stunden mehr als 33.000 jüdische Männer, Frauen und Kinder ermordeten. Es handelte sich um das größte einzelne Massaker an Juden im Zweiten Weltkrieg, für das die Wehrmacht verantwortlich war. Verantwortlicher Oberbefehlshaber war Generalfeldmarschall Walter von Reichenau. Babyn Jar ist eine 2,5 Kilometer lange und bis zu 30 Meter tiefe Schlucht, ein Nebental des einstigen Dneprzuflusses Potschajna. Das Tal lag damals noch außerhalb Kiews, zählt aber heute zum Stadtgebiet. In Kiew lebten bei Kriegsbeginn noch 220.000 Menschen jüdischer Abstammung, die meisten von ihnen konnten sich noch vor dem Einmarsch der Wehrmacht in Sicherheit bringen. Etwa 50.000 waren zurückgeblieben, überwiegend ältere Männer, Frauen und Kinder.

### Stolpersteine
Die ersten Verlegungen in Kiew betrafen laut Organisatoren zehn Stolpersteine an zehn Anschriften. Davon konnten am 20. Februar 2022 sieben verifiziert und dokumentiert werden. Diese Stolpersteine zählen zum Projekt Один камінь, одне життя | 80 каменів спотикання для Києва [Ein Stein, ein Leben | 80 Stolpersteine für Kiew] anlässlich der 80. Wiederkehr der Massaker von Babyn Jar Ende September 1941.
Die Tabelle ist teilweise sortierbar; die Grundsortierung erfolgt alphabetisch nach dem Familiennamen.
| Stolperstein | Übersetzung                                                                                           | Verlegeort                              | Name, Leben |
| ------------ | --- | --------------------------------------- | --- |
|              | HIER WOHNTE RAKHIL KOZYRA GEB. 1897 VERHAFTET UND ERMORDET 29.9.1941 BABYN JAR                        | Wulyzja Volodymyrska 1                  | Rakhil Kozyra, geborene Markova, wurde am 5. Mai 1897 geboren. Sie war Lehrerin und heiratete mit Iakov Kozyrew, der kein Jude war. Das Paar hatte zwei Kinder, Halyna und Leonid. Ihr Mann diente in der Roten Armee. Am 29. September 1941 musste sie sich zu einem Sammelplatz für Juden begeben zusammen mit ihren Eltern und ihren Kindern. Ihr Schwager und seine Familie waren Nachbarn, die Tochter ihres Schwagers bat die Kinder nicht mit zum Sammelplatz zu nehmen, stattdessen wurden sie in das Haus von Andrian Kozyrev geschmuggelt. Rakhil Kozyra und ihre Eltern wurden beim Massaker in Babyn Jar ermordet. Beide Kinder und ihr Mann überlebten. Die Familie Kozyrev wurden 1996 als Gerechte unter den Völkern geehrt. |
|              | HIER LEBTE RAISA MAYSTRENKO GEB. LYMARIEVA GEB. 1938 VERHAFTET 29.9.1941 GERETTET VERSTECKT ÜBERLEBT  | Wulyzja Saksahanskoho 131A              | Raisa Maystrenko, geborene Lymarieva, wurde am 12. September 1938 in Kiew geboren. Ihre Eltern waren der Militäroffizier Vadym Petrovych Lymariev und dessen zweite Frau Tsylia Myronivna, die jüdischen Glaubens war. Maystrenko hatte einen Bruder, Valentyn, der aus der ersten Ehe ihres Vaters stammte. Die Familie wohnte zusammen mit den Großeltern väterlicherseits. Ihr Vater diente im Zweiten Weltkrieg. Als die Aufforderung kam, dass sich alle Juden zu sammeln hätten, glaubten viele, es ginge um eine Umsiedlung. Maystrenkos Großvater glaubte dies nicht, versuchte seine Schwiegertochter abzuhalten, nachdem dies nicht gelang, nahm er sich Valentyn und versprach ihn nachzusenden, sobald sie umgesiedelt wären. Ihre Großmutter, Tetiana Ivanivna, begleitete den Rest der Familie, da sie sich verabschieden wollte. Als sich der Pferdekarren, mit dem sie transportiert wurden, der Sperrzone, dem Sammelpunkt, näherte, wurde der Großmutter bewusst, dass es nicht um eine Umsiedelung ging. Sie wies darauf hin, dass sie Russin und keine Jüdin wäre, woraufhin sie mit einem Gewehrkolben niedergeschlagen wurde, auch Raisa Maystrenka wurde bedroht, aber von ihrer Großmutter mit ihrem Körper beschützt. Tetiana Ivanivnas Schulter war gebrochen und sie fiel aus dem Karren, was die Aufmerksamkeit eines deutschen Soldaten auf sich zog. Dieser zog sie hoch und stieß sie weg. Zusammen mit Raisa Maystrenko und einem 12-jährigen Mädchen gelang es ihr wegzulaufen und sich auf dem nahegelegenen Friedhof zu verstecken, danach gingen sie nach Hause. Maystrenke blieb bis Kriegsende bei ihren Großeltern. Ihr Vater galt zuerst als vermisst, er hatte sich aber in einem Krankenhaus in eine Pflegerin verliebt und diese geheiratet. Maystreke verheimlichte auch nach dem Ende des Krieges, dass sie Jüdin ist. Sie wurde Fräserin, dann wurde sie Tänzerin, schloss sich einem Laienensemble an. Sie tanzte 22 Jahre auf Bühnen. Ihre Mutter wurde in Babyn Jar ermordet. Ihre Großmutter wurde als Gerechte unter den Völkern geehrt. |
|              | HIER LEBTE VASYL MYKHAILOVSKY GEB. 1937 VERHAFTET 29.9.1941 ENTKOMMEN 30.9.1941 VERSTECKT ÜBERLEBT    | Wulyzja Kostolna 9                      | Vasyl Mykhailovsky wurde als Caesar Petrovich Katz am 19. November 1937 geboren. Seine Eltern waren Petro Katz und Tsypa Zilberstein. Er hatte einen Bruder, Pavlo. Mykhailovskys Kindermädchen war Anastasiia Fomina. Sein Bruder und weitere Verwandte wurden rechtzeitig evakuiert, Fomina und ihr Zögling verblieben in Kiew. Zusammen mit weiteren Menschen jüdischen Glaubens begaben sie sich am 29. September nach Baby Jar, sie konnten aber entkommen und versteckten sich zwei Wochen in den Ruinen von Kiew. Fomina brachte danach Katz in ein Waisenhaus, mit einem Zettel, auf dem sie ihm den Namen „Vasya Fomin“ gab. Am 29. September 1941 schlossen sich Vasyl Mykhailovsky und Anastasia Fomina einer Kolonne von Juden an, die nach Babyn Jar marschierten. Es war ein Wunder, dass sie dem Tod entkamen. Sie hatten sich zwei Wochen lang in den Ruinen von Kiew versteckt. Anastasia Fomina brachte Vasyl in die Predslavinska-Straße, dort gab es ein Obdach (Waisenhaus Nr. 2) für obdachlose Kinder. Es befand sich im Gebäude des ehemaligen Kinderkrankenhauses. Sie hinterließ ihm einen Zettel mit dem fiktiven Namen „Vasya Fomin“. Geleitet wurde das Heim von der Kinderhärztin Nina Gudkova. Zusammen mit ihren Mitarbeitern versteckte sie alle jüdischen Kinder, wenn Faschisten Kontrollen durchführten. Bis zum Ende des Krieges konnte Vasyl Mykhailovsky hier unentdeckt überleben. Danach wurde er von dem Ärzteehepaar Vasyl Ivanovych Mykhailovsky und Berta Savelivna adoptiert. Er studierte Bauingenieurwesen, arbeitete am Bau von Wasserkraftwerken, Öl- und Gaspipelines mit. Vasyl Mykhailovsky war einer der Mitgründer der Organisation „Zikaron Shoa“ („Erinnerung an die Katastrophe“) und der Allukrainischen Vereinigung der Holocaust-Opfer. Zuletzt war er auch stellvertretender Vorsitzender und Exekutivsekretär der Vereinigung der Juden, ehemaliger Ghetto-Häftlinge und Häftlinge der Konzentrationslager. Am 21. August 2020 wurde ihm der Verdienstorden II. Grades verliehen, den er nicht mehr persönlich entgegennehmen konnte. Vasyl Mykhailovsky starb am 8. September 2020. Er hinterließ zumindest eine Tochter, Olha Vasylivna Fesun. Im Laufe seines Lebens waren mehrere Menschen für ihn wichtig, die später als Gerechte unter den Völkern geehrt wurden, sein Kindermädchen Anastasiia Fomina, die Leiterin des Waisenhauses Nina Gudkova sowie das ihn später adoptierende Ärzte-Ehepaar Mykhailovsky. |
|              | HIER LEBTE DINA PRONICHEVA GEB. 1911 VERHAFTET 29.9.1941 VERSTECKT ÜBERLEBT                           | Wulyzja Bulvarno-Kudriavska 41          | Dina Pronicheva, geborene Mstyslavska, wurde 1911 in Tschernihiw geboren. Ihre Eltern waren Myron Oleksandrovych Mstyslavskyi und Anna Yukhymivna Mstyslavska. Sie hatte mehrere Brüder und eine Schwester. Die Familie zog nach Kiew. Dina Mstyslavska arbeitete am Puppentheater, wo sie ihren zukünftigen Ehemann Victor Pronichev kennenlernte. Das Paar heiratete 1932 und bekam zwei Kinder, Tochter Lidiia (geboren 1938) und Sohn Volodymyr (geboren 1940). Nach dem Ausbruch des Krieges gingen ihre Brüder zur Armee. Am 29. September 1941 folgte sie – gemeinsam mit ihren Eltern und ihrer Schwester – der Aufforderung sich beim Sammelpunkt einzufinden und sie marschierten nach Babyn Jar. Dort gelang es ihr die Nazi-Schergen davon zu überzeugen, dass sie keine Jüdin wäre, sondern Ukrainerin. Sie kam zu einer Gruppe von Menschen, die sich zufällig hierher verirrt hatten. Am Abend erfolgte der Befehl, auch diese Menschen hinzurichten, um keine Zeugen zu hinterlassen. Kurz vor Beginn der Erschießungen ließ sich Pronicheva auf die unten liegenden Leichen fallen und stellte sich tot. Viele Stunden versuchte sie aus der Grube zu entkommen, es gelang schließlich und sie versteckte sich in einer Scheune. Die Besitzerin der Scheune entdeckte und verriet sie an die Deutschen, Dina Pronicheva wurde in einen Lastwagen verladen und sollte wiederum nach Babyn Jar gebracht werden. In Kiew gelang ihr jedoch die Flucht und sie versteckte sich bei einer Verwandten. Später versteckte sie sich in leeren Gebäuden einer Fabrik. Die Deutschen reaktivierten die Fabrik zu eigenen Zwecken, Dina Pronicheva wurde für eine der ehemaligen Arbeiterinnen gehalten und nahm das Angebot an, in der Fabrik zu arbeiten. Sie arbeitete als Protokollführerin und Übersetzerin und hatte sich gefälschte Papiere auf den Namen Nadiia Savchenko besorgt. Sie half zwei russischen Kriegsgefangenen, die Sanitäter waren und in der Fabrik arbeiteten, sie machte aus ihren russischen Nachnamen ukrainische. Im Herbst 1944 kehrte einer ihrer Brüder aus dem Krieg zurück und wurde vor der Haustür der Familie erschossen, nachdem ein Hausmeister den Deutschen gegenüber behauptete, dass dieser Bruder ein Russe wäre. Pronicheva versteckte sich weiterhin, da sie als Zeugin der Massaker von Baby Jar gesucht wurde. Bei einem der Versuche, Pronichevas habhaft zu werden, schossen die Nazis auf ihren zweijährigen Sohn und drohten diesen zu erschießen, wenn sie nicht käme. Ihre Freundin Mariia Kalinichenko hielt sie davon ab, sich den Nazis zu ergeben, sie hätten dann Sohn und Mutter getötet. Die Gestapo ließ daraufhin Volodymyr in einen Laster verladen, doch gelang es Pronichevas Freundin, das Kind gegen einen goldenen Ring einzutauschen. Volodomyr wurde zu seinem Vater gebracht. Kurze Zeit später wurde dieser verhaftet und hingerichtet, weil er den Aufenthaltsort seiner Frau nicht verriet. Der Sohn wurde daraufhin von einer Untergrundkämpferin, Natalia Movchanova, mit der Dina Pronicheva zusammenwohnte, gerettet und zu ihr gebracht. Pronicheva wurde in der Fabrik von einer anderen Arbeiterin an den Werksdirektor als Jüdin verraten. Natalia Movchanova wurde vom Werksdirektor verhört, er drohte ihr mit dem Erschießen, doch sie blieb standhaft bei der Behauptung, nichts über die Nationalität ihrer Mitbewohnerin zu wissen. Movchanova gelang es ihrer Dina Pronicheva vom Verhör zu erzählen, diese floh daraufhin und ließ ihren Sohn bei Movanchova. In der Nacht erschien die Gestapo, suchte die Mutter des Kindes. Ein Polizist half, fälschte Papiere, dass er das Kind auf der Straße gefunden hätte und das Kind wurde in das Waisenhaus gebracht, wo auch schon seine Schwester lebte. Von dort holte sich Pronicheva ihre Kinder ab. Nach dem Krieg kehrte sie nach Kiew zurück, war 1946 Zeugin in einem Proess gegen deutsche Offiziere, die zum Tode verurteilt wurden. Sie arbeitete wieder als Künstlerin im Puppentheater und heiratete Hryhorii Afanasyev. Im Jahr 1968 war sie Zeugin bei Callsen-Prozess in Darmstadt, auf Grund ihrer Aussagen kam es zu Verurteilungen der Täter. Dina Pronicheva starb 1977 an Nierenkrebs. Ihre Freundin Mariia Kalinichenko wurde als Gerechte unter den Völkern geehrt. |
|              | HIER LEBTE LIUDMYLA TKACH GEB. 1936 VERHAFTET 29.9.1941 GERETTET 30.9.1941 VERSTECKT ÜBERLEBT         | Wulyzja Frolivska 3                     | Liudmyla Tkach wurde am 25. Dezember 1936 geboren. Ihr Vater war ein Oberst, als Tkach zwei Jahre alt war, wurde ihr Vater in der Nacht abgeholt und weggebracht. Im Jahr 1939 heiratete ihre Mutter, Olena Borodyanska-Knysh Khaimova, erneut, einen Freund ihres Vaters. Am 29. September 1939 sollten sie beim Massaker von Babyn Jar erschossen, werden, Liudmila Tkachs Mutter sprang mit ihr, bevor das eigentliche Erschießen begann, hinunter, beide überlebten daher, flohen aus Babyn Jar und versteckten sich bei verschiedenen Bekannten und Freunden, unter anderem bei Valentyna Lytvynenko. Die Flucht von Tkach und ihrer Mutter dauerte an, sie wechselten immer wieder ihre Unterkünfte, lebten in verschiedenen Dörfern, im Dorf Mynkivitsi erhielten sie Hilfe von der Familie Hryhorenko. Als die Deutschen in das Dorf kamen wurde Liudmyla Tkachs Mutter eingesperrt, diese konnte fliehen, doch rannte Ludmilya ihr barfuß nach und wurde dadurch krank. Im April 1944 ging die Familie zurück nach Kiew, bei einem Einkauf verunfallte Olena Borodyanska-Knysh und kam ins Krankenhaus, Liudmyla blieb allein zurück, gegen Essen passte sie auf die Nachbarskinder auf. Der Gesundheitszustand des achtjährigen Kindes besserte sich nicht, Nachbarn brachten das Kind zur Untersuchung und es stellte sich raus, dass sie eine doppelte Lungenentzündung hatte. Ihre Nachbarn halfen ihr weiterhin, bis auch für diese es schwer wurde sie zu versorgen, Tkach versuchte vom Wasserverkauf zu leben und bettelte, sie vermietete die Wohnung, doch die „Mieter“ zahlten nicht und, wiederum mit Hilfe der Nachbarn, wurden die Nichtzahler rausgeworfen. Im Winter 1945 gab Liudmyla Tkach auf, sie konnte sich nicht mehr versorgen und ging zur Polizei, diese brachte sie in ein Waisenhaus, wo sie bis 1947 lebte, hier verdiente sie ihr erstes eigenes Geld, half Krankenschwestern und kümmerte sich um Kinder mit Krätze, das Geld sendete sie ihrer Mutter, die inzwischen das Krankenhaus verlassen hatte. Im Jahr 1947 holte ihre Mutter sie nach Hause. 1955 heiratete sie Valentyn Tkach, das Paar bekam 1956 einen Sohn, Anatolii, kurz darauf trennte sich das Paar. Liudmyla Tkach besuchte die Abendschule. Im Jahr 1993 folgte sie ihrem Sohn nach Los Angeles, der bereits 1989 dorthin ausgewandert war. Liudmyla Tkach starb 2002 in den USA. Valentyna Lytvynenko und die Familie Hryhorenko wurden als Gerechte unter den Völkern geehrt |
|              | HIER STUDIERTE IDA TSEITLIN VERH. SADOVSKA GEB. 1910 VERHAFTET 29.9.1941 ERMORDET 30.9.1941 BABYN JAR | Wulyzja Arkhitektora Horodetskoh 1-3/11 | Ida Tseitlin wurde 1910 als Tochter von Naum und Fania Tseitlin geboren. Sie absolvierte das Kiewer Konservatorium und wurde Pianistin. Am Konservatorium traf sie ihren zukünftigen Ehemann Mykhaiil Sadovskyi, einen Christen. Laut Kyivstones studierte er Oboe, laut eines Interviews mit seiner Tochter Gesang. Des Weiteren hat er Architektur studiert. Das Paar bekam eine Tochter, Larysa (geboren am 13. Oktober 1939), sie wohnten bei Ida Tseitlins Eltern. Ende September 1941 war allen Juden Kiews befohlen worden sich zu einem Sammelort zu begeben, Naum Tseitlin wurde im eigenen Hof erschossen, alle anderen befolgten am 29. September 1941 dem Befehl und begaben sich nach Babyn Jar. Ida Tseitlin und ihre Mutter wurden dort beim Massaker erschossen. Larysa Tseitlin war ebenfalls in den Armen ihrer Mutter auf dem Weg nach Babyn Jar gebracht zu werden, nachdem Ida Tseitlin das Gefühl hatte, sie gingen gerade alle in den Tod, gab sie ihr Kind in einem unbeobachteten Augenblick einer Bekannten, die sich hinter der Polizeiabsperrung befand. Diese brachte das Kind zur Großmutter väterlicherseits. Zusammen mit Mykhaiil Sadovskyi zog die Familie um, damit die jüdische Abstammung Larysas nicht verraten werden würde. Im Jahr 1943 wurde die Familie nach Deutschland deportiert. Sie überlebten und kehrten nach Kiew zurück. Am Jahrestag des Massaker im Jahre 1950 besuchten Larysa und ihr Vater Babyn Jar. |
|              | HIER LEBTE YAKIV VYNOKUR GEB. 1913 VERHAFTET SEPT. 1941 ERMORDET SEPT. 1941 BABYN JAR                 | Wulyzja Vozdvyzhenska 44                | Yakiv Vynokur wurde 1913 Kiew geboren. Seine Eltern waren Joseph Vynokur und dessen Frau Golda Er hatte eine Schwester, Masiia. Yakiv Vynokur heiratete Anna Aleksandrivna Semenova, das Paar bekam zwei Kinder, Larysa Yakivna (geboren 1935) und Inna Yakivna (geboren 1941). Ende September erfolgte der Befehl an alle Juden Kiews, sich nach Babyn Jar zu begeben, auch die Familie Vynokur folgte diesem Befehl. Ein deutscher Soldat hinderte Anna Aleksandrivna Vynokur mit ihren Kindern daran ihren Mann zu begleiten, nach Babyn Jar zu gehen. alle drei kehrten nach Hause zurück. Yakiv Vynokur, seine Eltern und seine Schwester wurden beim Massaker von Babyn Jar ermordet. Seine Frau und seine Kinder wurden gerettet. |

## Perejaslaw

### Jüdische Bevölkerung in Perejaslaw
In Perejaslaw wurden Juden erstmals im späten 16. Jahrhundert erwähnt. Der erste Pogrom fand 1648 statt, die jüdische Gemeinde wurde dabei fast vollständig zerstört. Im Jahr 1801 lebten 66 Menschen jüdischen Glaubens wieder in der Stadt, bereits 1847 waren es 1519. Im Jahr 1859 gab es fünf Synagogen für 3363 Menschen jüdischen Glaubens. Ende des 19. Jahrhunderts lebten 5754 Menschen jüdischen Glaubens in Perejaslaw, dies entsprach ungefähr einem Drittel der Bevölkerung. Um die Jahrhundertwende finanzierte die Regierung eine Schule, in der Russisch die Unterrichtssprache war. Zwischen 1881 und 1905 fanden in der Stadt mehrere Pogrome statt, bei denen jüdisches Eigentum geplündert oder zerstört wurde. Im frühen 20. Jahrhundert bildete sich eine zionistische Organisation zur Unterstützung der armen Bevölkerung.
Im Jahr 1910 waren acht Synagogen und ein jüdischer Friedhof gebaut worden. Ab 1912 gab es eine jüdische Spar- und Darlehensgesellschaft für kleine Händler, 1913 ein jüdisches Armenhaus und eine Nachtschlafstelle in der Synagoge, im Jahr darauf 126 jüdische Stände. Das einzige Teehaus der Stadt war jüdisch, des Weiteren gehörten zur jüdischen Gemeinde zwei Apotheken, eine Bäckerei, zwei Süßwarengeschäfte, zwei Fotowerkstätten, 29 Schmuckstände, ein Juwelier und eine Lieferfirma. Bis zum Russischen Bürgerkrieg zählte man 17 Synagogen in Perejaslaw. Während des Bürgerkrieges fanden hier drei weitere Pogrome statt, bei denen zumindest 19 Menschen im Jahr 1919 ermordet wurden. Die jüdische Gemeinde versuchte sich mit einer Selbstverteidigungseinheit zu schützen.
1926 wurde die Hauptsynagoge geschlossen, die kleinere Synagoge, die sich in der Nähe der Hauptsynagoge befand, wurde 1937/1938 geschlossen. Die Scholem-Alejchem-Schule mit mehr als 200 Schülern wurde 1926 eröffnet, sie musste 1938 schließen.
1937 wurde eine weitere Schule in der Himnasijna wulyzja eröffnet, sie war ebenfalls nach Scholem Alejchem benannt. Von 1944 bis 1945 befand sich dort die Schule Nr. 1.
Ab 1938 war es Menschen jüdischen Glaubens verboten, religiöse Feiertage in den Synagogen zu feiern. Sie wichen deshalb auf Privathäuser aus. Laut dem Dokumentations- und Forschungszentrum von Yad Vashem lebten 1939 in Perejaslaw 937 Juden und machten 11,3 Prozent der Gesamtbevölkerung der Stadt aus.
Am 17. September 1941 besetzten Truppen der Wehrmacht Perejaslaw.  Die Evakuierung von Menschen zu ihrer Rettung war schwierig. Der nächste Hafen war zwei Kilometer entfernt, der Bahnhof 28 Kilometer. 200 Juden wurden einberufen und kämpften in der Roten Armee. Am 4. Oktober 1941 wurden alle Juden der Stadt aufgefordert sich mit ihrem Besitz am Hof einer Fabrik einzufinden. 600 Menschen begaben sich zum Sammelort. Dort wurden sie gezwungen zu singen und zu tanzen und einander zu schlagen. Sie wurden schließlich aus der Stadt herausgefahren und in der Nähe des Friedhofes erschossen. Zuerst wurden die Frauen und Männer erschossen, Kinder wurden lebend in die vorbereitete Grube geworfen und lebendig begraben. 200 weitere Menschen jüdischen Glaubens wurden eingefangen und ebenfalls beim Friedhof ermordet. Verantwortlich für dieses Massaker war die Einsatzgruppe C der Sicherheitspolizei und des SD.
Am 19. Mai 1943 wurden acht überlebende Juden (sieben Frauen und ein Mann) hingerichtet.  Nur 10 Prozent der jüdischen Bevölkerung von Perejaslaw überlebte den Holocaust. Die Rote Armee befreite Perejaslaw am 22. September 1943. Zu Ehren des Anführers des Kosakenaufstandes von 1848/1849 Bohdan Chmelnyzkyj wurde die Stadt gleich nach der Befreiung in Perejaslaw umbenannt.
2001 ergab eine Volkszählung, dass hier nur noch 17 Menschen jüdischen Glaubens lebten.

### Zwangsarbeit
Während der deutschen Besetzung ließ Reichskommissar Erich Koch zwischen Ende 1941 und Anfang 1944 2,4 Millionen Menschen aus der Ukraine als Zwangsarbeiter für die Industrie oder die Landwirtschaft in das Deutsche Reich deportieren. Von der Verpflichtung, Arbeiten für die Besatzer zu verrichten, waren Männer bis zum Alter von 65 Jahren und Frauen zwischen 15 und 45 Jahren in allen besetzten Ostgebieten betroffen. Jede Stadt, jede Gemeinde musste eine bestimmte Norm erfüllen. Im Sommer 1942 wurde zusätzlich für alle Jugendlichen aus der Ukraine zwischen 18 und 20 Jahren – Frauen und Männer – ein zweijähriger Pflichtdienst im Reich eingeführt. In Perejaslaw begann die erste Rekrutierung von Jugendlichen im Mai 1942. In der Schule Nr. 1 wurde das Rekrutierungsbüro eingerichtet. Wer nach Deutschland geschickt werden sollte, dem wurde eine Bekanntmachung mit folgendem Text ausgehändigt:

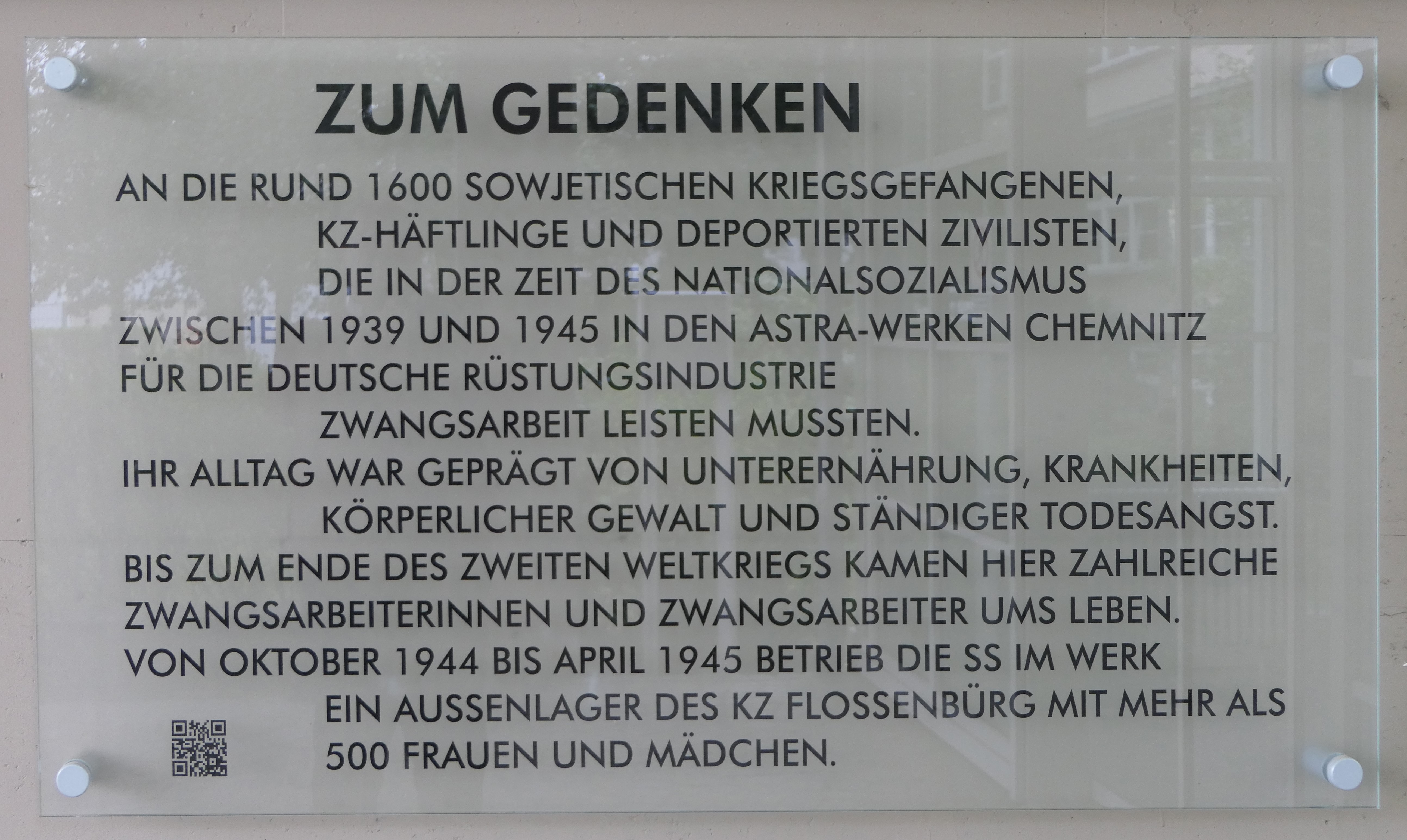
Gedenktafel für Zwangsarbeiter in den Astrawerken in Chemnitz, Altchemnitzer Straße 41

„Auf Grund der Entscheidung des Bezirksrats der Stadt Perejaslaw vom 23.05.42 Nr. 859 wurden Sie mit dem Auftrag betraut, in Deutschland Arbeit zu leisten. Mitzunehmen sind: Arbeitskleidung, festes Schuhwerk, Hausgeschirr, eine Flasche fürs Wasser, eine Decke und für drei Tage ausreichende Nahrung. Sie müssen sich am 27.05.42 um 5:00 Uhr morgens neben dem Rathaus einfinden und dann um 10:00 Uhr auf der Station Perejaslaw. Erscheinen ist Pflicht. Dorfsprecher (Unterschrift), Polizeichef des Dorfes (Unterschrift)“

Nachdem die Zahl der Freiwilligen nicht ausreichend war, wurde gewaltsam vorgegangen. Die Abtransporte von Zwangsarbeitern aus Perejaslaw in Güterwaggons fanden im Frühjahr 1942 und im Frühjahr 1943 statt. Um dem zu entgehen, versteckten sich Jugendliche, es kam auch zu Selbstverstümmelungen. In Razzien wurden sie zusammengetrieben. Die Transportbedingungen waren unmenschlich. Die Züge waren drei bis vier Wochen unterwegs, nicht alle Insassen überlebten den Transport. Wer versuchte zu fliehen, wurde erschossen. Wer von der Zwangsarbeit fortlief, kam ins Konzentrationslager. Aus Perejaslaw wurden 600 Menschen zur Zwangsarbeit nach Deutschland verschleppt, 306 kehrten zurück, davon hatten 23 ein Konzentrationslager überlebt.

### Stolpersteine
Die Tabelle ist teilweise sortierbar; die Grundsortierung erfolgt alphabetisch nach dem Familiennamen.
| Stolperstein | Übersetzung | Verlegeort                           | Name, Leben |
| ------------ | --- | ------------------------------------ | --- |
|              | HIER ARBEITETE JAKIW BILOSCHYZKYJ JG. 1893 DEPORTIERT INS KONZENTRATIONSLAGER BUCHENWALD-DORA ERMORDET AM 8.3.1944 | Wulyzja Mykhaila Sikorskoho, 4       | Jakiw Fedorowytsch Biloschyzkyj wurde am 20. Oktober 1893 im Dorf Schurba, Rajon Owrutsch geboren. Er war Chemielehrer an der Schule Nr. 2 in Perejaslaw. Am 4. Oktober 1941 rettete er die damals 9-jährige Rosa Issakiwna Prossjanikowa vor der an dem Tag stattfindenden Massenerschießung, bei der 800 Menschen von den Besatzern ermordet wurden. Er fing das Mädchen ab, das sich gerade der Gruppe anschließen wollte und befahl ihr, sich auf dem jüdischen Friedhof zu verstecken. Rosa Prossjanikowa überlebte. Jakiw Biloschyzkyj hatte Kontakt zum Widerstand und wurde deswegen 1943 verhaftet. Er wurde für Zwangsarbeiten nach Deutschland gebracht, auf Grund von Ungehorsam und mehrerer Fluchtversuche kam er ins KZ Dachau, von hier wurde er am 30. Oktober 1943 ins KZ Buchenwald verlegt, wo er unter der Nummer 35023 als politischer Gefangener registriert wurde. Jakiw Biloschyzkyj starb am 8. März 1944 in Buchenwald, als Todesursache wurde „Herzschwäche“ angegeben. Es wird vermutet, dass er tatsächlich durch Folter starb. |
|              | HIER ARBEITETE HRYHORIJ BJELJAJEW JG. 1916 ERSCHOSSEN 1942                                                         | Wulyzja Bohdana Khmel'nyts'koho, 133 | Hryhorij Bjeljajew wurde 1916 in Kiew geboren. Während der Besatzungszeit zog er nach Perejaslaw und arbeitete hier als Arzt. Er schrieb fast 2000 falsche Atteste und rettete damit mehr als hundert Menschen vor der Deportation für Zwangsarbeiten nach Deutschland. Mehrere Ärzte, unter anderem Hryhorij Bjeljajew, nutzten eine geheime unterirdische Wohnung und standen mit Partisanen in Verbindung. Hryhorij Bjeljajew wurde 1942 von den Sicherheitskräften der deutschen Besatzer ermordet. Eine Zeugin, Tetjana Barabasch, gab an, dass ein Auto an ihr vorbeiraste und aus dem Auto jemand rief „Ich bin Bjeljajew, auf Wiedersehen!“ Bald danach hörte sie Schüsse. Die Leiche des Arztes wurde kurz darauf im Wald gefunden.\| |
|              | HIER LEBTE UND ARBEITETE ESTER DIKINSCHTEJN JG. 1900 ERSCHOSSEN 1942                                               | Wulyzja Himnaziina, 35               | Ester Dikinschtejn wurde 1900 geboren. Sie war Direktorin der Schule Nr. 3 in Perejaslaw. Sie organisierte die Abtransporte von tausenden von Rindern der Kolchosen. Dies nahm sie so sehr in Anspruch, dass sie selber nicht flüchtete. Im Frühjahr 1942 sah eine ihrer Schülerinnen Ester Dikinschtejn erschossen zwischen ebenfalls erschossenen Männern liegen. |
|              | MARIJA FALKOWSKA JG. 1898 ERSCHOSSEN IM OKTOBER 1941 IN PEREJASLAW- CHMELNYZKYJ                                    | Pohrowska wulyzja 38 ·               | Marija Falkowska wurde 1898 geboren. Marija Falkowska gehörte zu den 800 Juden, die zwischen dem 6. und 8. Oktober 1941 von den deutschen Besatzern in Perejaslaw zusammengetrieben und bei den Tongruben am Stadtrand erschossen wurden. Sie wurde in einem Massengrab verscharrt. Der Stolperstein wurde auf Initiative der Geschichtswerkstatt Merseburg verlegt. |
|              | LEJWYK HECHTMAN JG. 1865 ERSCHOSSEN IM OKTOBER 1941 IN PEREJASLAW- CHMELNYZKYJ                                     | Pohrowska wulyzja 38 ·               | Lejwyk Hechtman wurde 1865 in Nischyn geboren, seine Eltern waren Berl und Reisl Doba. Er war mit Chana Schapiro verheiratet. Das Paar hatte zumindest einen Sohn – Mejer, geboren 1904. Lejwyk Hechtman und seine Frau Chana gehörten zu den 800 Juden, die zwischen dem 6. und 8. Oktober 1941 von den deutschen Besatzern in Perejaslaw zusammengetrieben und bei den Tongruben am Stadtrand erschossen wurden. Sie wurden in einem Massengrab verscharrt. Sein Sohn Mejer diente in der Roten Armee und kam 1941 ums Leben. Die Enkelin von Lejwyk Hechtman meldete ihre Angehörigen der Holocaust-Gedenkstätte Yad Vashem. |
|              | HIER WURDE INHAFTIERT MARIJA JAKIWEZ JG. 1918 VERHAFTET 1943 ZU TODE GEFOLTERT 1943                                | Wulyzja Shevchenka, 20               | Marija Jakiwez wurde 1918 geboren. Sie war Lehrerin. 1943 wurde sie auf Grund ihrer Verbindung zu Partisanen verhaftet, gefoltert und ermordet. Der Stolperstein wurde 2009 auf Initiative der Geschichtswerkstatt Merseburg vor dem Gymnasium verlegt. |
|              | JOSSYP LIWSCHYZ JG. 1940 ERSCHOSSEN IM OKTOBER 1941 IN PEREJASLAW- CHMELNYZKYJ                                     | Pohrowska wulyzja 38 ·               | Jossyp Liwschyz wurde 1940 geboren. Gemeinsam mit 800 Juden von Perejaslaw wurde der einjährige Jossyp Liwschyz von der SS-Einsatzgruppe 4c zwischen dem 6. und 8. Oktober 1941 erschossen. |
|              | JEFROSSYNIJA PASSAZKA JG. 1923 DEPORTIERT 1942 ZWANGSARBEIT CHEMNITZ / DEUTSCHLAND ERMORDET 1943                   | Himnasijna wulyzja 4 ·               | Jefrossynija Passazka wurde 1923 geboren. 1941 wurde Perejaslaw von den Nationalsozialisten besetzt. Jefrossynija Passazka wurde von den Besatzern gefangen genommen. In der Sammelstelle Schule Nr. 1 wurde sie einem Transport zur Zwangsarbeit zugewiesen und 1942 nach Deutschland deportiert, wo sie in einer Nadelfabrik in Chemnitz arbeiten musste. Jefrossynija Passazka erkrankte und starb 1943 in Chemnitz. Auf Initiative der Geschichtswerkstatt Merseburg wurde 2009 vor der Schule Nr. 1, die während des Krieges Sammelstelle für die Zwangsarbeiter war, ein Stolperstein verlegt. |
|              | TETJANA TROCHYMENKO JG. 1925 DEPORTIERT 1942 ZWANGSARBEIT CHEMNITZ / DEUTSCHLAND ERMORDET 1943                     | Himnasijna wulyzja 4 ·               | Tetjana Trochymenko wurde 1925 geboren. Sie wurde von den Besatzern gefangen genommen. In der Sammelstelle Schule Nr. 1 einem Transport zur Zwangsarbeit zugewiesen und 1942 nach Deutschland deportiert, wo sie in einer Nadelfabrik in Chemnitz arbeiten musste. Tetjana Trochymenko erkrankte und starb 1943 in Chemnitz. Auf Initiative der Geschichtswerkstatt Merseburg wurde 2009 vor der Schule Nr. 1, die während des Krieges Sammelstelle für die Zwangsarbeiter war, ein Stolperstein verlegt. |

## Riwne

### Jüdische Bevölkerung in Riwne
In den 1930er Jahren lebten ca. 60.000 Menschen in Riwne, davon waren ungefähr 24.000 Menschen jüdischen Glaubens. Mit Beginn des Zweiten Weltkriegs stieg die Zahl der Bewohner durch eintreffende Flüchtlinge, darunter auch viele Juden, stark an. Im Juni 1941 lebten über 30.000 Juden in Riwne. Nach dem Überfall auf die Sowjetunion gelang 3000 Juden die Flucht aus der Stadt.
Im Juni 1941 eroberten deutsche Truppen Riwne, die Stadt wurde vom 28. Juni 1941 bis zum 2. Februar 1942 zur provisorischen Hauptstadt des Reichskommissariats Ukraine. Reichskommissar war Erich Koch, Gebietskommissar Werner Hans Beer. Es wurden sehr rasch antijüdische Gesetze erlassen, eine weiße Armbinde mit einem gelben Stern mussten alle Juden, die älter als 11 Jahre waren, bereits acht Tage nach dem Einmarsch der deutschen Truppen tragen. Ab Ende August 1941 durften Juden nicht mehr den Gehsteig benutzen, sie mussten in der Mitte der Straße gehen.
Im Juli und August 1941 wurden 3000 bis 4000 Juden während verschiedener Pogrome in der Stadt getötet. An die Bevölkerung in der Stadt erging folgende Meldung: „Sollte jemand einem Juden Asyl gewähren oder ihn über Nacht bleiben lassen, werden er und die Mitglieder seines Haushaltes sofort von einem Erschießungskommando erschossen.“ Gleichzeitig wurden hohen Belohnungen ausgesetzt für das Melden versteckter Juden.
Am 6. November 1941 wurde bekannt gegeben, dass sich alle Juden ohne Arbeitskarte am 7. November 1941 um 6 Uhr morgens auf dem Grabnik-Platz einzufinden hätten, unabhängig von Geschlecht und Alter, um umgesiedelt zu werden. Jedem Juden war es erlaubt 10 kg Gepäck, inklusive Lebensmitteln für drei Tage, mitzubringen. 17.000 bis 17.500 Menschen fanden sich am Platz ein. Der Platz wurde von deutschen und ukrainischen Polizisten, bewaffnet mit Maschinengewehren, umstellt. Die Menschen mussten ihre mitgebrachten Habseligkeiten zurücklassen. Sie wurden in den Wald von Sosenki getrieben, mussten sich vollständig entkleiden und wurden erschossen. Die Aktion dauerte dort vom 7. November bis 9. November 1941. Die Gruben für die Leichen wurden zuvor von sowjetischen Kriegsgefangenen ausgehoben. Parallel wurden in der Nähe, ebenfalls im Wald von Sosenki, über 6000 jüdische Kinder ermordet. Den Kindern wurde das Genick gebrochen oder sie wurden lebendig unter den Körpern anderer Kinder begraben. Auch für diese Massentötung wurden Gruben schon einige Tage vorher vorbereitet. Russische Kriegsgefangene mussten die Leichen begraben, diese Kriegsgefangenen wurden ebenfalls getötet um keine Zeugen für das Massaker zu haben. Organisiert hatte die Massenerschießung Otto von Oelhafen, der oberste Befehlshaber der Ordnungspolizei im Reichskommissariat. Die Umsetzung erfolgte durch das Einsatzkommando 5 (Führung: SS-Sturmbannführer Hermann Ling), einer Teileinheit der Einsatzgruppen der Sicherheitspolizei und des SD, der ukrainischen Hilfspolizei und der örtlichen Militärverwaltung, koordiniert von Werner Hans Beer. Einigen wenigen Menschen gelang die Flucht vom Ort des Massakers, so haben sich Zeugenaussagen erhalten.
Weitere 4000 bis 5000 Menschen wurden in ein Ghetto in der Stadt zwangsumgesiedelt. Juden, die außerhalb des Ghettos angetroffen wurden, wurden auf der Stelle erschossen oder auf Lastwagen verladen, zu vorbereiteten Gruben gefahren und dort erschossen. In der Nacht des 13. Juli 1942 wurde das Ghetto aufgelöst. Deutsche Polizisten und ukrainische Helfer brachten die noch lebenden Juden zum Bahnhof. Sie wurden mit Güterwaggons zwei Tage ohne Nahrung und Wasser bis zu einem Wald in der Nähe der Stadt Kostopil transportiert und dort wurden die 5000 Menschen, die noch am Leben waren, in einem Steinbruch von der Hilfspolizei und der Ostlandkompanie erschossen. Ende Juli 1942 erklärte Erich Koch die Stadt für „judenrein“.

### Stolpersteine
Die Tabelle ist teilweise sortierbar; die Grundsortierung erfolgt alphabetisch nach dem Familiennamen.
| Stolperstein | Übersetzung                                                                                           | Standort                                 | Name, Leben |
| ------------ | --- | ---------------------------------------- | --- |
|              | HIER WOHNTE SUSANNA HINTSCHANKA JG. 1917 VERHAFTET 1944 KRAKAU ERMORDET 1944                          | pl. Teatralna, 1 · (vor dem Theater) ·   | Zuzanna Ginczanka (ukrainisch Зузанна Гінчанца, Transkription Susanna Hintschanka), wurde als Zuzanna Polina Gincburg am 22. März 1917 in Kiew geboren. Ihre Familie siedelte sich kurz nach Ausbruch der Oktoberrevolution in Riwne an. Ihr Vater, ein Schauspieler, zog nach Berlin, ihre Mutter heiratete in Spanien einen anderen Mann und Zuzanna Gincburg wuchs bei ihrer Großmutter Klara Sandberg, einer Apothekerin, auf. Sie besuchte ein Gymnasium und fing mit 10 Jahren an Gedichte zu schreiben. 1934 nahm sie an einem Lyrikwettbewerb der führenden polnischen Literatur-Zeitschrift Wiadomości Literackie teil. Sie wurde besonders erwähnt und ihr Gedicht wurde in der Zeitschrift veröffentlicht. Nachdem sie ihr Abitur gemacht hatte, zog sie nach Warschau und nannte sich ab jetzt Ginczanka. In Warschau studierte sie und veröffentlichte unter anderem antifaschistische Gedichte. 1936 gab sie ihren einzigen zu Lebzeiten veröffentlichten Gedichtband (O centaurach) heraus. Nach dem Ausbruch des Zweiten Weltkrieges verbrachte sie noch die Sommerferien in Riwne bei ihrer Großmutter, ging dann aber bald nach Lemberg. Dort heiratete sie 1940 den Kunsthistoriker Michał Weinzieher. Im Juni 1941 marschierte die deutsche Wehrmacht in Lemberg ein, 1942 floh Ginczanka, nachdem sie denunziert und an die Gestapo verraten worden war. Zusammen mit ihrem Mann floh sie nach Krakau und lebte dort ab 1942 versteckt. Im Herbst oder Winter 1944 wurde sie von der Gestapo verhaftet, wahrscheinlich wurden sie von einer Nachbarin denunziert. Ginczanka und ihr Mann wurden im Gefängnis gefoltert. Verhaftet wurde auch eine Freundin aus Riwne, Blumka Fradis. Im Dezember 1944 wurden sie und ihre Freundin Fradis im Hof des Gefängnisses Montelupich in Krakau erschossen. Laut einer anderen Quelle wurden sie im Mai 1944 im KZ Plaszow erschossen. Ginczankas Ehemann Michał Weinzieher wurde ebenfalls 1944 ermordet. Ihre Großmutter Klara Sandberg verlor ihr Leben während der Deportation in ein Konzentrationslager. |
|              | HIER WOHNTE JAKIW KRULYK JG. 1899 ZWANGSUMSIEDLUNG 1941 RIWNE GHETTO ERLÖSUNG IM TOD 1942             | Wulyzja Sobornij 96 ·                    | Jakiw Krulyk wurde 1899 in Lwiw geboren. Seine Eltern waren Rachel und Meyer. Er war Lehrer in einer Tarbut-Schule und verheiratet mit Lola (geborene Krusch), die ebenfalls Lehrerin war. Das Paar hatte eine gemeinsame Tochter: Rachel, geboren 1937 (siehe unten). 1941 wurden zumindest er und seine Tochter Rachel in das Ghetto von Riwne zwangsumgesiedelt. Jakiw Krulyk beging 1942 Selbstmord um den Erschießungen durch die Nazis zu entgehen. Er nahm dabei seine Tochter Rachel mit in den Tod. Seine Frau Lola hat die Shoah ebenfalls nicht überlebt, sie wurde 1941 ermordet. |
|              | HIER WOHNTE RACHEL KRULYK ZWANGSUMSIEDLUNG 1941 RIWNE GHETTO ERLÖSUNG IM TOD 1942                     | Wulyzja Sobornij 96 ·                    | Rachel Krulyk wurde 1937 in Riwne geboren. Ihre Eltern waren Lola und Jakiw Krulyk (siehe oben). Sie wurde 1941 zusammen mit ihrem Vater in das Ghetto Riwne zwangsumgesiedelt. Ihr Vater beging 1942 Selbstmord, er wollte so den Erschießungen durch die Besatzer entgehen. Er nahm seine Tochter Rachel Krulyk mit in den Tod. Ihre Mutter wurde bereits 1941 ebenfalls ermordet. |
|              | HIER ÜBTE DEN PFARRDIENST AUS WOLODYMYR MYSSETSCHKO JG. 1903 VERHAFTET 1943 RIWNE ERMORDET 15.10.1943 | Wulyzja Sobornij 39 · (vor der Kirche) · | Wolodymyr Myssetschko wurde 1903 in Vovkoshiv geboren. Er war verheiratet und hatte Kinder, darunter zumindest eine Tochter. Wolodymyr Myssetschko wurde in Kremenez zum Priester ausgebildet und schloss dort 1927 ab. Myssetschko wurde Priester am Mariä-Entschlafens-Kloster in Potschajiw, 1941 Abt der Christi-Himmelfahrts-Kirche in Horochiw. Dort wurde der Gottesdienst auf Ukrainisch abgehalten. Er verweigerte die Zusammenarbeit mit den Besatzern, sein geistliches Amt sah Gehorsam gegenüber der Kirche, aber nicht gegenüber weltlichen, politischen Mächten vor. So weigerte er sich, während des Gottesdienstes Menschen aufzufordern nach Deutschland arbeiten zu gehen. 1943 wurde er nach Riwne an die dortige Heilige-Auferstehungs-Kathedrale versetzt, hier war er Protoiereus (Erzpriester). Im Oktober 1943 wurde Wolodymyr Myssetschko zusammen mit seiner Frau von der Gestapo verhaftet. Er wurde im Gefängnis von Riwne gefoltert, indem er einen Gang entlang gehen musste, der auf beiden Seiten von anderen Gefangenen gesäumt war, die gezwungen wurden, mit Stangen auf ihn einzuschlagen, und schließlich am 15. Oktober 1943 in Wydumka (Rajon Pulyny) zusammen mit 33 anderen Gefangenen, weiteren Vertretern der Intelligenzija und des Klerus', erschossen. Seine Leiche wurde verbrannt. In Horochiw erinnert seit 2015 an der Außenseite der Christi-Himmelfahrts-Kirche eine Gedenktafel an Myssetschko. Seine Frau wurde drei Tage nach der Verhaftung wieder freigelassen. |
|              | HIER WOHNTE JAKIW SUCHENKO JG. 1910 VERHAFTET 1943 KIEW ERMORDET 1943                                 | Prowulok Ihorja Woloschyna 19 A ·        | Jakiw Suchenko wurde 1910 geboren. Er war Ingenieur und zog nach Riwne. Er half aktiv dabei, Menschen vor den Nationalsozialisten zu retten. Im Juli 1942 versteckte er Varvara Barats und ihre Tochter Miriam zwei Wochen in seiner Wohnung. Währenddessen wurde das Ghetto in Riwne liquidiert. Er organisierte gefälschte Ausweispapiere für die zwei Frauen, darin trugen beide Frauen seinen Namen. Er half beiden bei der Flucht, zuerst nach Zdołbunów, von dort weiter nach Pomitschna, wo sie sich als Polinnen ausgaben und ihre jüdische Herkunft geheim hielten. Suchenko und Ivan Shevchenko halfen Riva Tov, einer Schulfreundin Miriams, nach Pomitschna zu kommen. Suchenko arbeitete weiter mit Shevchenko zusammen, sie fälschten Papiere und schmuggelten Juden aus Riwne in die Ostukraine. Im Frühjahr 1943 begleiteten sie eine Gruppe von Juden, unter anderem Riva Tovs Bruder nach Kiew. Dort hatte Jakiw Suchenko eine Wohnung gemietet, die als Versteck dienen sollte. Dort lauerte man ihnen auf, sie wurden verhaftet und die ganze Gruppe hingerichtet, so auch Jakiw Suchenko. Riva Tov machte sich nach Kiew auf, um sich nach dem Verbleib der Gruppe zu erkundigen. Als sie herausfand, dass alle hingerichtet worden waren, flüchtete sie nach Moldawien, da sie glaubte verfolgt zu werden. Dort wurde sie als Jüdin enttarnt und ermordet. Varvara Barats und ihre Tochter überlebten die Shoah, sie wanderten nach Ende des Krieges nach Israel aus. Am 17. März 1983 wurde Jakiw Suchenko als Gerechter unter den Völkern geehrt, am 25. Juni 1991 auch Ivan Shevchenko. |

## Verlegedaten
Mit dem Projekt zur Verlegung von Stolpersteinen in der Ukraine wurde 2009 in Perejaslaw-Chmelnyzkyj begonnen. Die Stadt schloss sich mit Unterstützung der Internationalen Stiftung für gegenseitige Verständigung und Toleranz, dem ukrainischen Nationalen Fonds „Gegenseitiges Verständnis und Versöhnung“ und in Zusammenarbeit mit der Geschichtswerkstatt von Merseburg dem Vorhaben von Gunter Demnig an. In die vorbereitenden Recherchen sowie Organisation von Gedenkveranstaltungen werden Schulen und Studenten einbezogen.
Am 3. Juli 2009 wurden vier Stolpersteine für Jefrossynija Passazka, Tetjana Trochymenko, Marija Jakiwez und Ester Dikinschtejn verlegt. Am 23. November 2011 erfolgte die Verlegung der beiden Stolpersteine für Jakiw Fedorowytsch Biloschyzkyj und Hryhorij Bjeljajew. Schließlich folgten drei weitere Steine am 20. Juli 2017.
Die Verlegung der fünf Stolpersteine in Riwne erfolgte durch den Künstler Gunter Demnig am 26. Juli 2018. Regionaler Partner ist die Vereinigung „Mnemonika“.